# Bibliothèque de la Pléiade
A Bibliothèque de la Pléiade (ou Editora Pléiade) é uma casa editoral francesa fundada em 1931 por Jacques Schiffrin, tida como responsável pela introdução na contemporaneidade do modelo de publicação de luxo e de obras com alto valor literário agregado. É vinculada gerencialmente à Editora Gallimard desde 1933, quando passa por dificuldades financeiras e se torna selo editorial da primeira.

## Histórico
A criação da Bibliothèque de la Pléiade dá-se no ano de 1931 por iniciativa do então jovem editor Jacques Schiffrin, que se utiliza de sua experiência no ramo para estabelecer a produção de obras com refinado cuidado editorial e acurada seleção de autores, resultando na introdução da tradição editorial da "Obra Completa", que geralmente seleciona as obras publicadas em vida por determinado autor e as compila em grandes edições, em cujo corpo também são coligidas introduções críticas e notas de grandes especialistas literários.
Jacques Schiffrin angaria vários admiradores pelas primeiras obras publicadas, a exemplo da Obra Completa de Charles Baudelaire, publicada em 10 de setembro de 1931. O prestigiado autor André Gide se insere nesta gama de admiradores e após tomar ciência das dificuldades financeiras por que passa a casa editorial acaba por convencer seu editor, Gaston Gallimard, a adquirir a Bibliothèque de la Pléiade como um selo editorial independente, o que ocorre em 1933. Durante a II Guerra Mundial a direção é assumida por Jean Paulhan, que acaba por consolidar na França o renome da grife de livros.
A partir da década de 1960 o padrão que vem sendo construído ao longo das três décadas anteriores passa a ser mantido em um rígido sistema de controle de qualidade. As contribuições literárias realizadas passam a ser revistas periodicamente em um exercício de ampliação da fidelidade dos escritos, onde ocasionalmente são feitas novas edições e lançamentos no mercado. Assim, a partir deste período de consolidação, assumem a diretoria da editora os seguintes profissionais: Jean Ducourneau (1959-1966), Pierre Buge (1966-1987), Jacques Cotin (1988-1996) e, atualmente, Hugues Pradier.

## Formato e confecção dos livros
Os livros são impressos em formato pequeno ou de bolso (17,5cm x 11cm), com papel de gramatura ínfima (papel-bíblia), capa dura com cobertura de couro animal e impressão de frontispício e lombada em cor dourada por sistema térmico. Além disso, a editora introduziu um sistema próprio de coloração de capas, onde o período do século XX recebe capa de cor tabaco, século XIX em capa verde-esmeralda, século XVIII em cor azul, século XVII em cor vermelho veneziano, século XVI em cor marrom-corinthiano, a Idade Média em coloração roxa, a Antiguidade em coloração verde, textos espirituais em cor cinza e antologias em vermelho. Os volumes são embalados de forma independente em caixas de papelão branco, além de contar com uma proteção de capa em lâmina plástica incolor. A finalização destes processos de fabrico são efetuadas manualmente, sob rígido controle de qualidade.
Além disso, a própria seleção de autores toma como princípio uma norma editorial consolidada que só adota nomes amplamente reconhecidos pelo público-leitor como clássicos da língua francesa ou de outras línguas de elevada importância no cenário ocidental (a exemplo da língua anglófona ou hispânica), dado que raramente permite a inclusão da obra de um autor vivo dentre a seleção de autores publicados pela casa. Pela tradição de publicações francesas, geralmente a maioria dos livros em língua estrangeira são publicados em formato bilíngue ou em traduções renomadas.
Por este motivo tais obras de referência geralmente demoram mais de dois anos para serem levadas a prelo, razão pela qual a editora, desde a década de 1930, publica menos de 12 lançamentos anuais. Geralmente as fontes literárias utilizadas são as mais confiáveis possíveis, selecionadas pela comissão editorial após apurada pesquisa bio-bibliográfica, fator que reforça o prestígio das publicações como as mais cuidadosamente produzidas no mercado mundial. Por este motivo, enfim, a publicação de um autor por este selo editorial é considerado o último e maior estágio de consagração de um literato, na medida em que o eleva a um seleto panteão onde menos de 600 obras e 160 autores foram publicados pela casa.

## Influências no mundo
Várias editoras passaram a adotar a experiência da Editora La Pléiade para a circulação de obras de referência, a exemplo da Library of America nos EUA e, no Brasil, da Editora Nova Aguilar.
Os livros produzidos em volumes com mais de 1000 páginas, capas duras em couro ou material sintético e valor literário agregado conquistaram desde a década de 1950 um amplo público-leitor, este geralmente provindo do ambiente universitário ou da elite intelectual. O valor de capa dos livros geralmente é elevado em virtude das tiragens serem confeccionadas em edições limitadas e devido ao difícil trabalho editorial de compendiação e atualização das coleções.
A Editora Nova Aguilar se concentrou em autores de destaque nacional e internacional, a exemplo de Machado de Assis, João Cabral de Melo Neto, Murilo Mendes, João Guimarães Rosa, Leão Tolstói, Fiódor Dostoiévski, Oscar Wilde, Miguel de Cervantes, Luís de Camões e William Shakespeare. Suas traduções foram realizadas pelos principais tradutores da época, a exemplo de Oscar Mendes, Natália Nunes e João Gaspar Simões.

## Principais autores publicados
- Jane Austen

- William Shakespeare

- Honoré de Balzac

- Simone de Beauvoir

- Charles Dickens

- Francis Scott Fitzgerald

- Victor Hugo

- Júlio Verne

- D. H. Lawrence

- Flannery O'Connor

- Walter Scott

- Stendhal

- Montaigne

- Voltaire

- Émile Zola

- Henri Bergson